# Пирій бессарабський
Пирій бессарабський (Thinopyrum bessarabicum syn. Elytrygia bessarabica) — вид трав'янистих рослин родини тонконогові (Poaceae), поширений на південному сході Європи.

## Опис
Багаторічна рослина 25–50 см заввишки. Кореневища коротко повзучі або відсутні. Стебла й вегетативні пагони, як правило, не опухлі біля основи. Листки щетиноподібно згорнуті, до 2 мм шириною. Язичок до 2.5 мм. Вісь колоса ламка, легко розпадається на окремі членики, на ребрах абсолютно гладка. Колосок 10–15(17) мм довжиною, 3–5-квітковий; колоскові луски різко асиметричні, кілюваті; нижні колоскові луски 9–12 мм довжиною.

## Поширення
Європа: Росія, Україна, Молдова, Румунія, Болгарія, Греція, європейська частина Туреччини.
В Україні зростає на приморських пісках і піщано-черепашкових наносах літоральної смуги Чорного та Азовського морів — на півдні Степу і в пд. Криму, рідко. Входить у переліки видів, які перебувають під загрозою зникнення на територіях Запорізької, Одеської областей.